# Cửa khẩu Na Mèo
Cửa khẩu Quốc tế Na Mèo là cửa khẩu quốc tế đường bộ trên vùng đất bản Na Mèo, xã Na Mèo, tỉnh Thanh Hóa, Việt Nam .
Cửa khẩu Quốc tế Na Mèo là điểm cuối của quốc lộ 217, qua cầu trên dòng Nậm Xôi thông thương sang cửa khẩu Namsoi (Nậm Xôi) 20°17′41″B 104°37′14″Đ / 20,294654°B 104,620611°Đ huyện Viengxay tỉnh Huaphanh, CHDCND Lào .
Cửa khẩu Quốc tế Na Mèo cách thành phố Thanh Hóa 194 km, cách trung tâm huyện lỵ Quan Sơn 53 km về phía Việt Nam và cách tỉnh lỵ Xamneua của Huaphanh 80 km, huyện lỵ Viengxay 40 km về phía Lào. Đô thị cửa khẩu Na Mèo với diện tích đất quy hoạch xây dựng đô thị là 120 ha, nằm trên quốc lộ 217 tại km 188, phía bắc giáp sông Luồng; phía đông giáp sông Luồng và quốc lộ 217; phía nam giáp đồi rừng, phía tây giáp tỉnh Hủa Phăn (Lào).

## Hoạt động
Sáng 5/04/2004 tại cửa khẩu Na Mèo, xã Na Mèo, chính phủ hai nước Việt Nam và Lào đã tổ chức khai trương cửa khẩu quốc tế Na Mèo - Nậm Xôi. Đường biên giới giữa hai nước đi qua chính giữa cây cầu nằm sau cột mốc biên giới 327 phía Việt Nam. Trong những năm qua cửa khẩu Na Mèo đã đáp ứng nhu cầu giao lưu, buôn bán, xuất nhập cảnh, xuất nhập khẩu giữa tỉnh Thanh Hóa và tỉnh Hủa Phăn. Tổng trị giá hàng hóa thông qua cửa khẩu này đạt trên 1 triệu USD/năm.
Phong cảnh trên đường đi từ huyện lỵ Quan Hóa lên Na Mèo tuyệt đẹp, bên phải đường là sông suối, hai bên núi rừng nguyên sinh hùng vĩ. Qua cửa khẩu Na Mèo du khách cũng có thể đi thăm "thủ đô cách mạng Lào" Viêng Xay rồi qua Sầm Nưa tới Xiêng Khoảng bước vào con đường di sản nổi tiếng của Lào. Nhiều du khách nước ngoài có mặt ở cửa khẩu Na Mèo.
Ngày 24/4/2008, Thủ tướng Chính phủ công bố quyết định số 52/2008/QĐ-TTg về việc phê duyệt Đề án “Quy hoạch phát triển các Khu kinh tế cửa khẩu của Việt Nam đến năm 2020” đã cho phép thành lập Khu kinh tế của khẩu Na Mèo.
Đầu năm 2016, Bộ Công thương đã cho phép nhập khẩu xe ô tô đã qua sử dụng là quà biếu qua của khẩu Na Mèo.

## Các hình ảnh

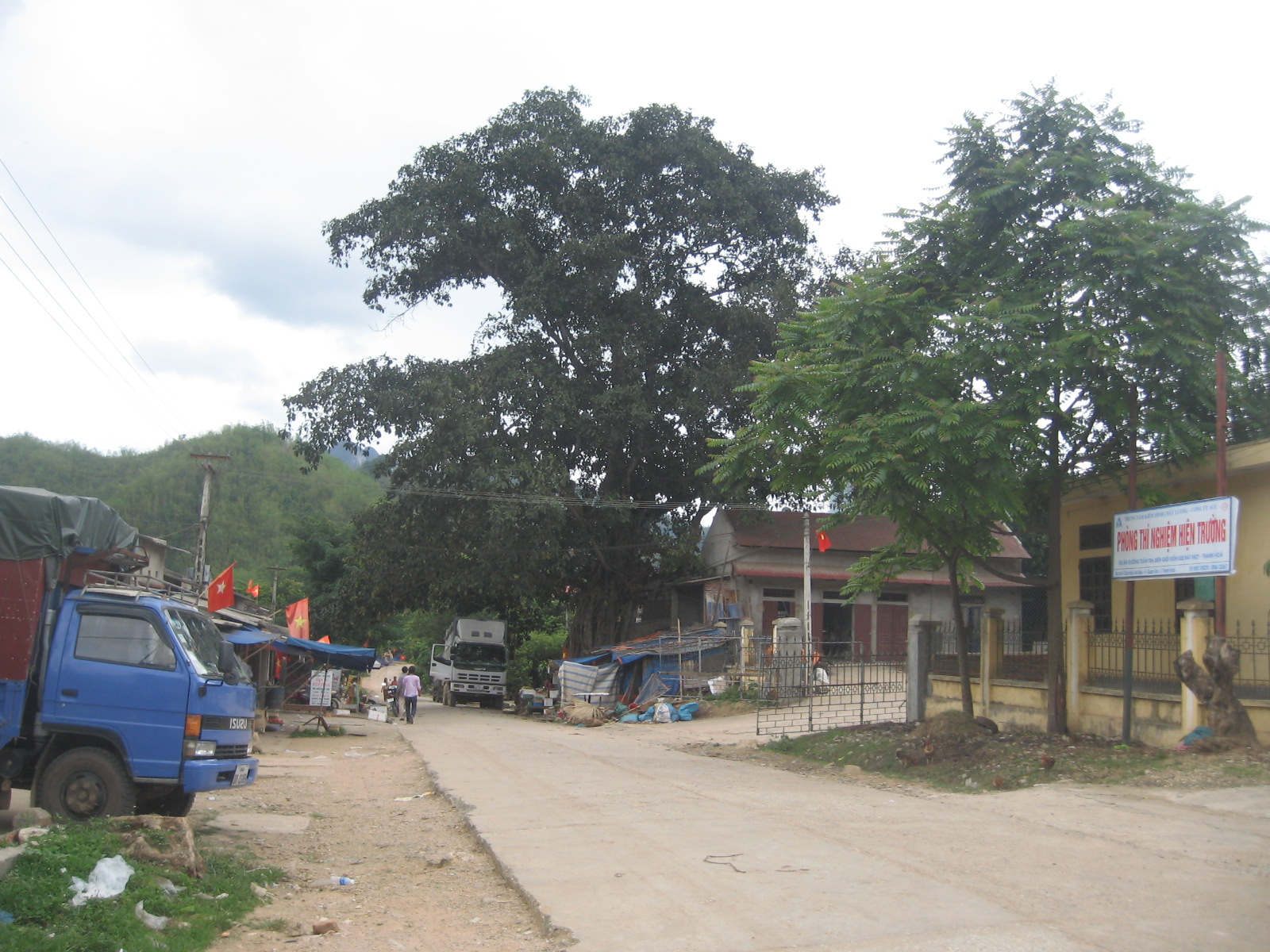
Khu phố và chợ
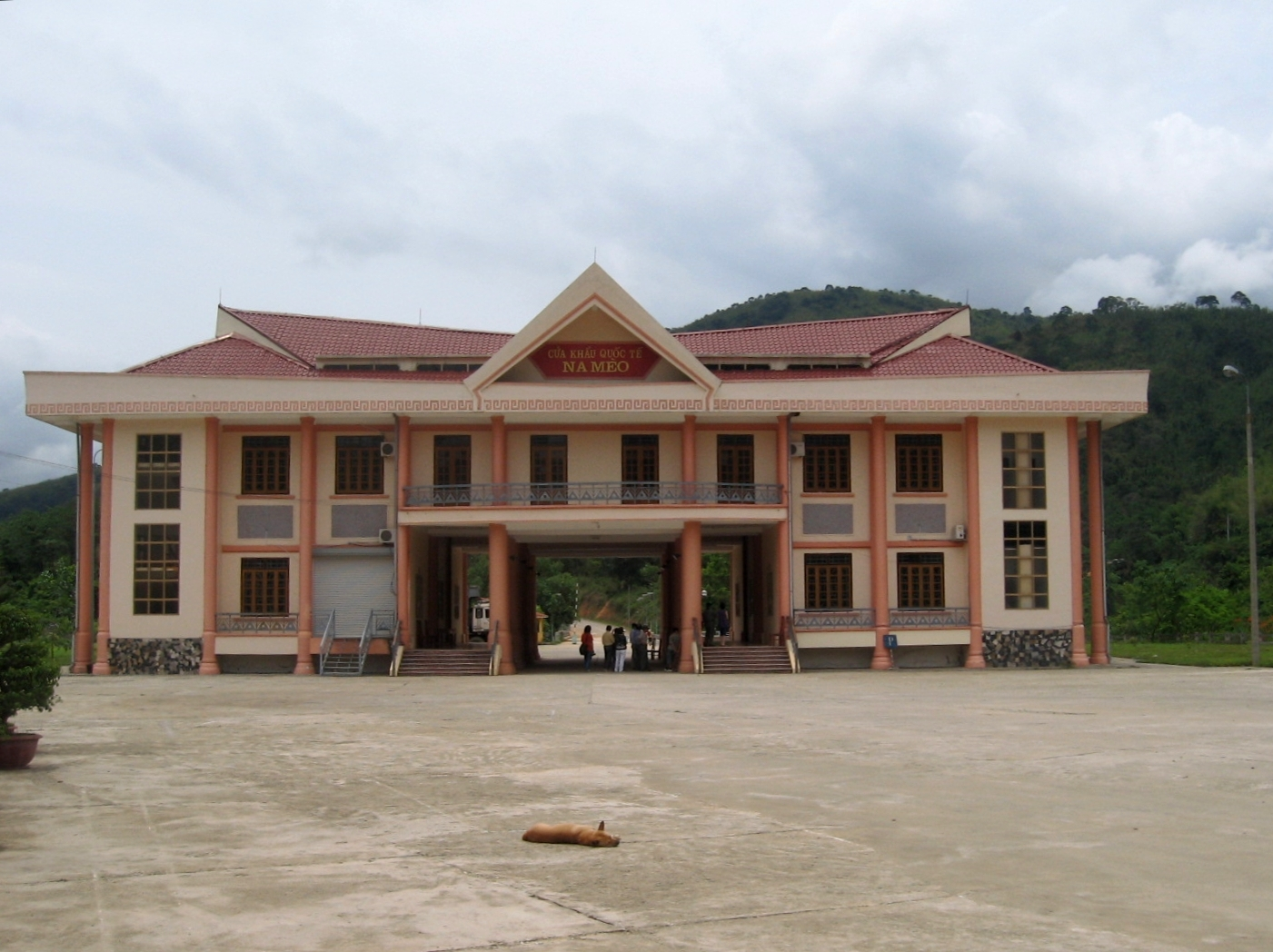
Cửa khẩu Na Mèo
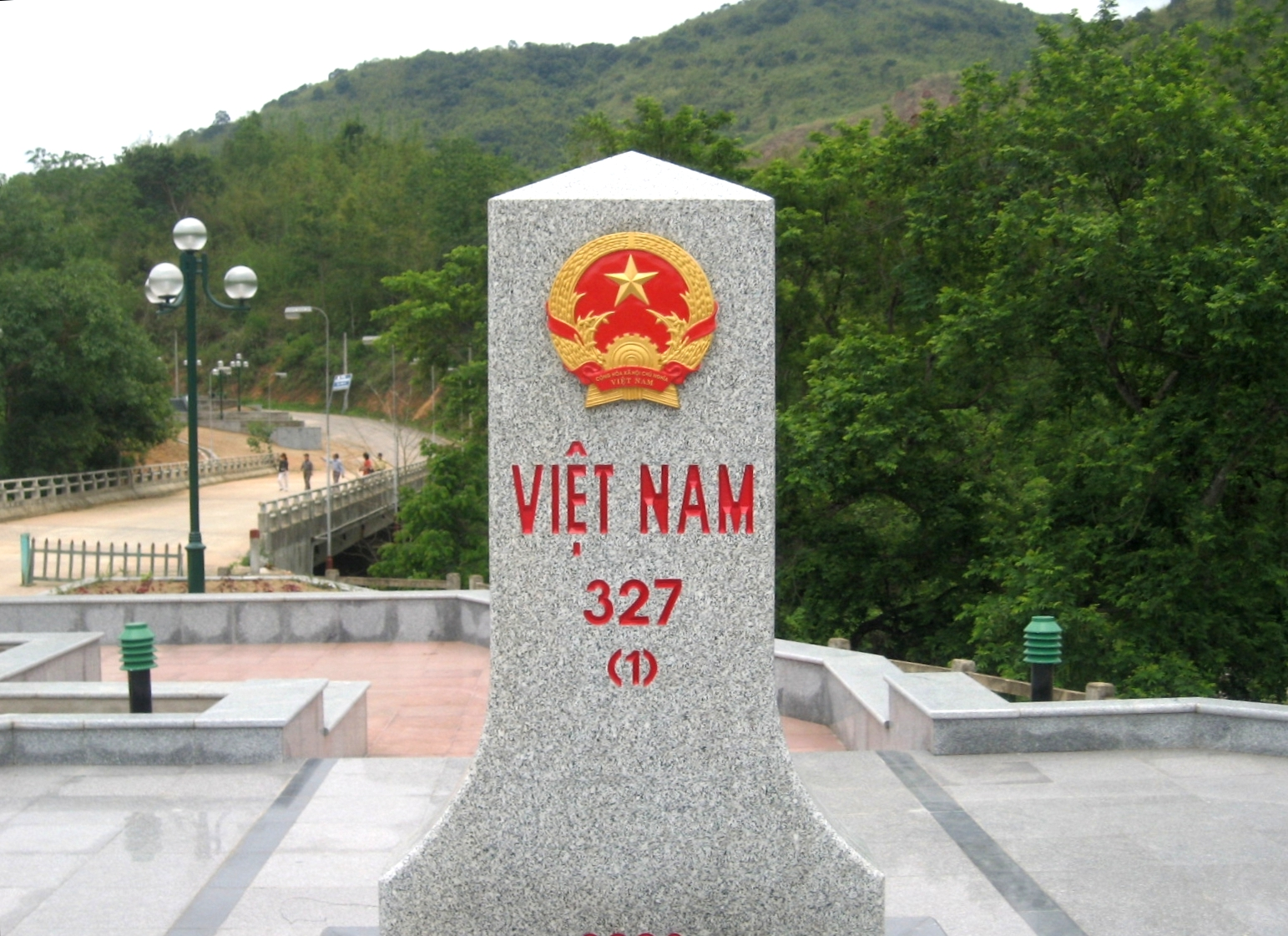
Cột mốc biên giới phía Việt Nam
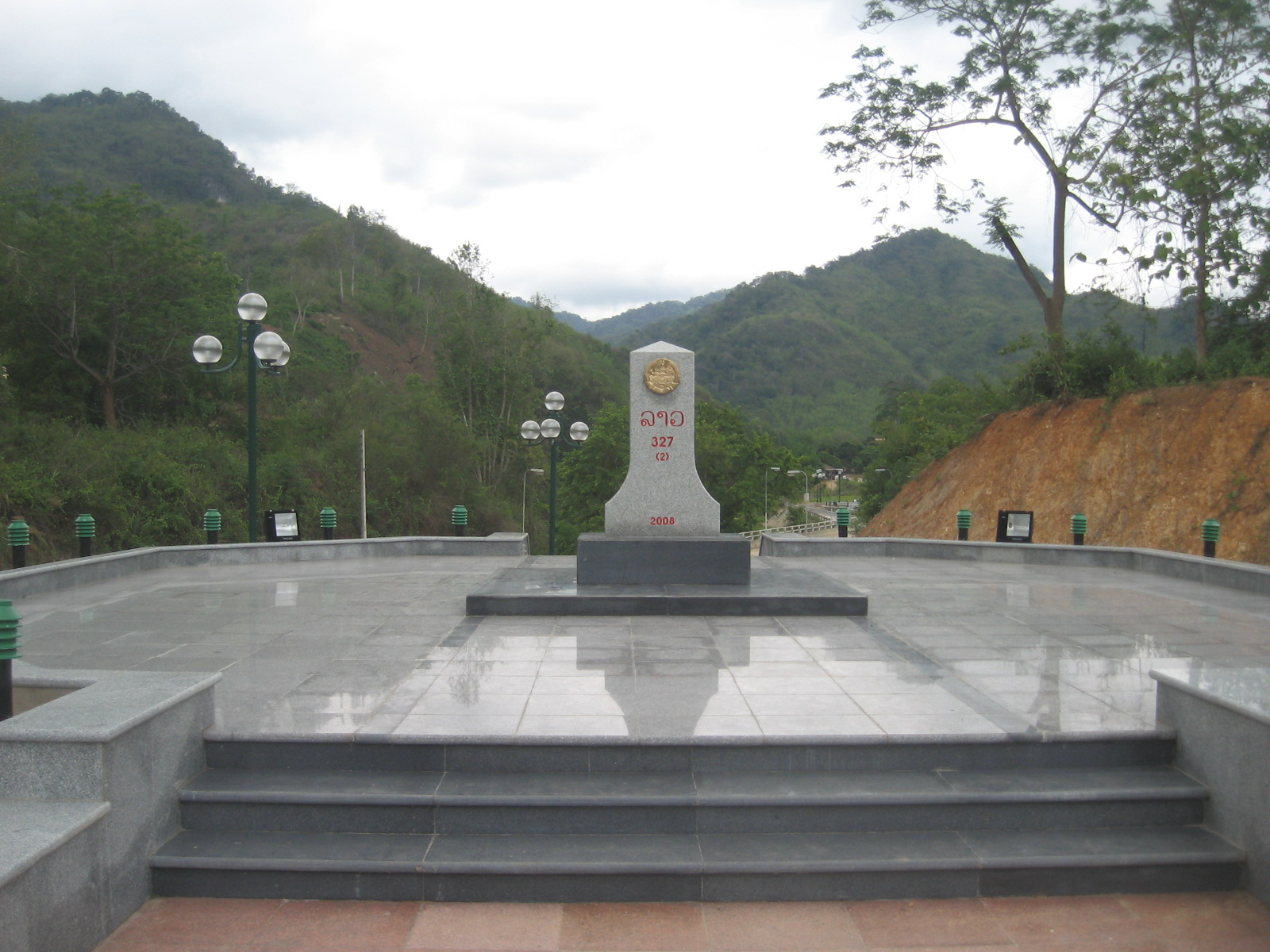
Cột mốc biên giới phía Lào
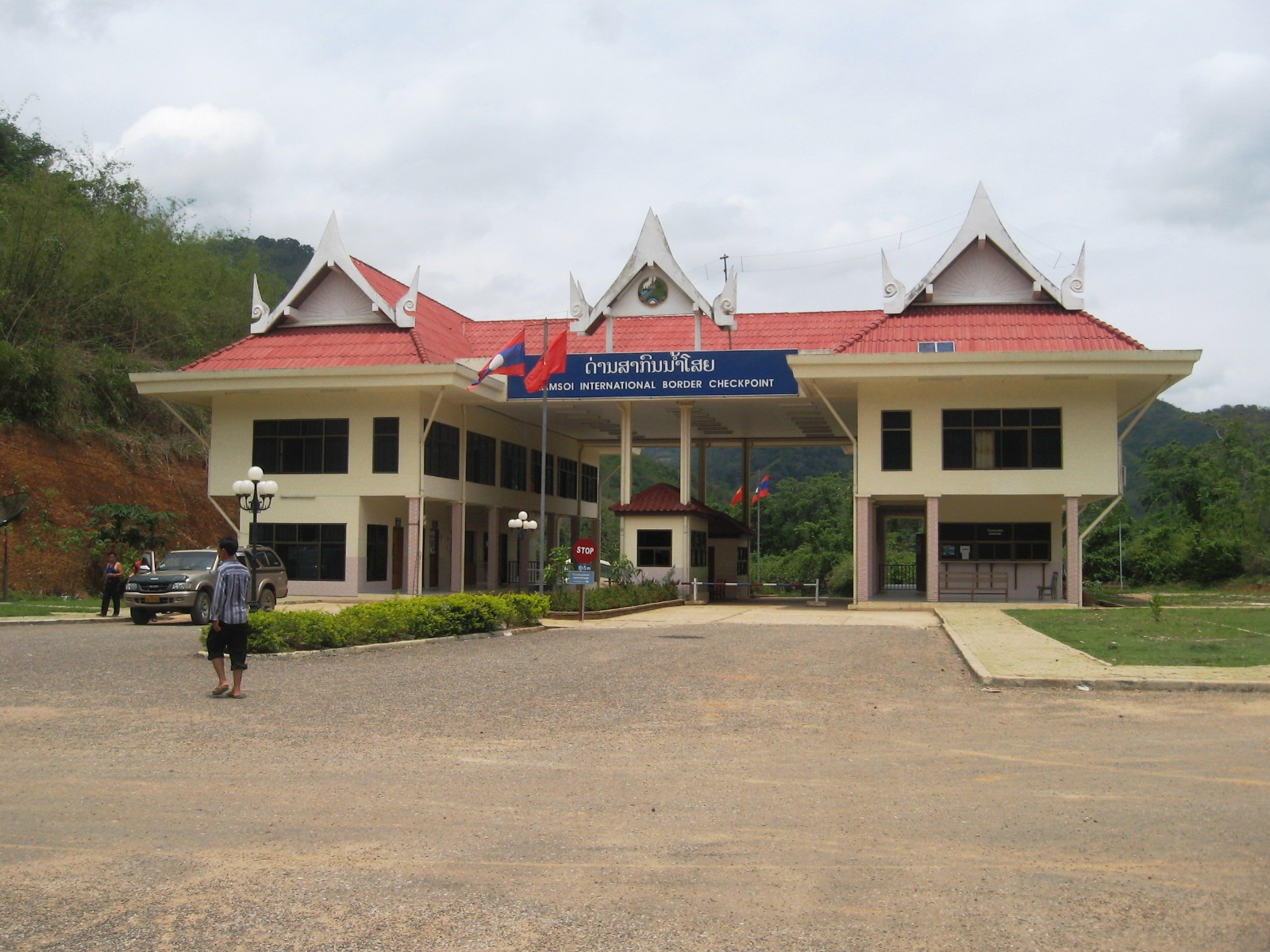
Cửa khẩu Nậm Xôi
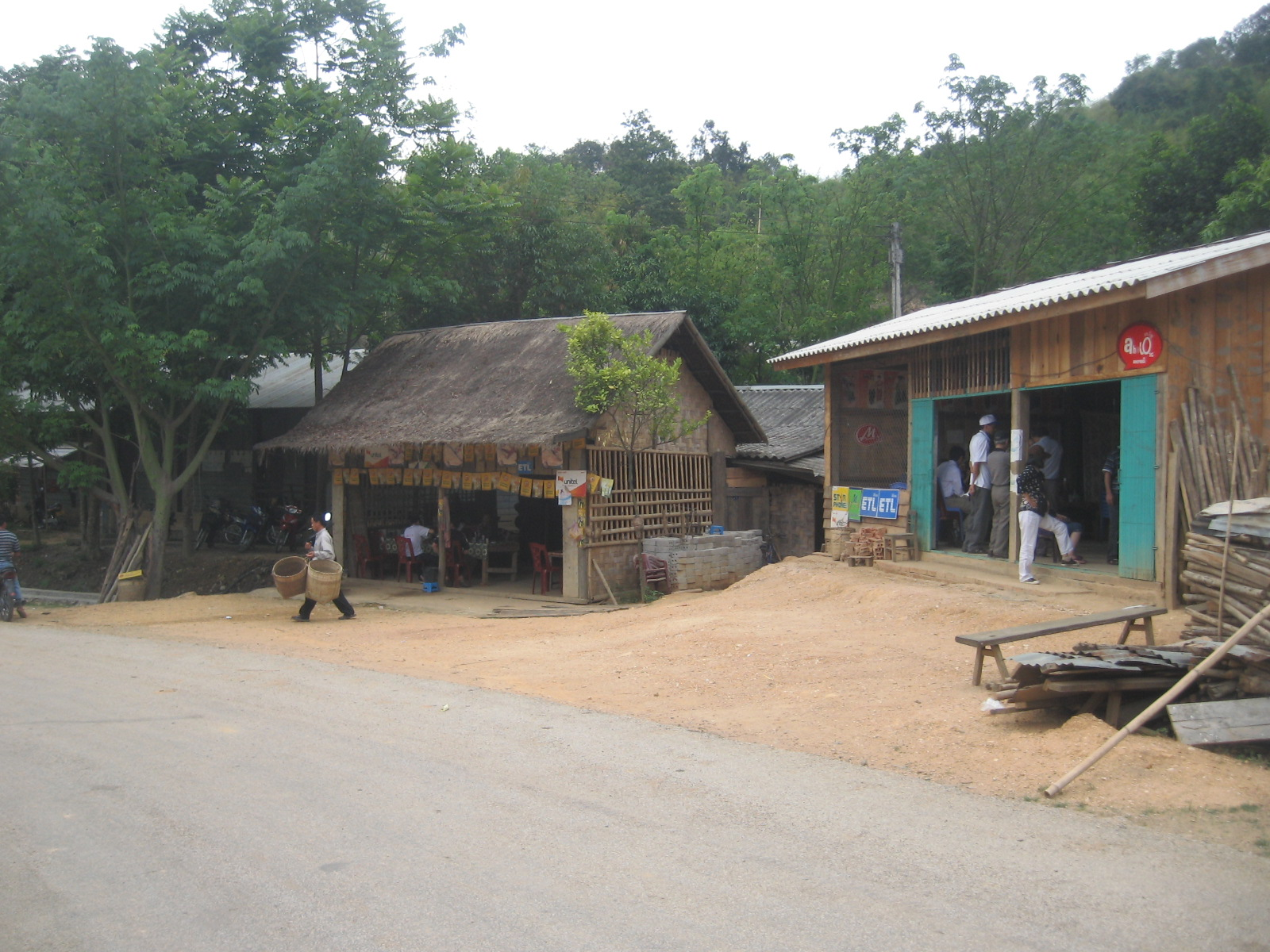
Dân cư phía Lào